# 벵에른알프

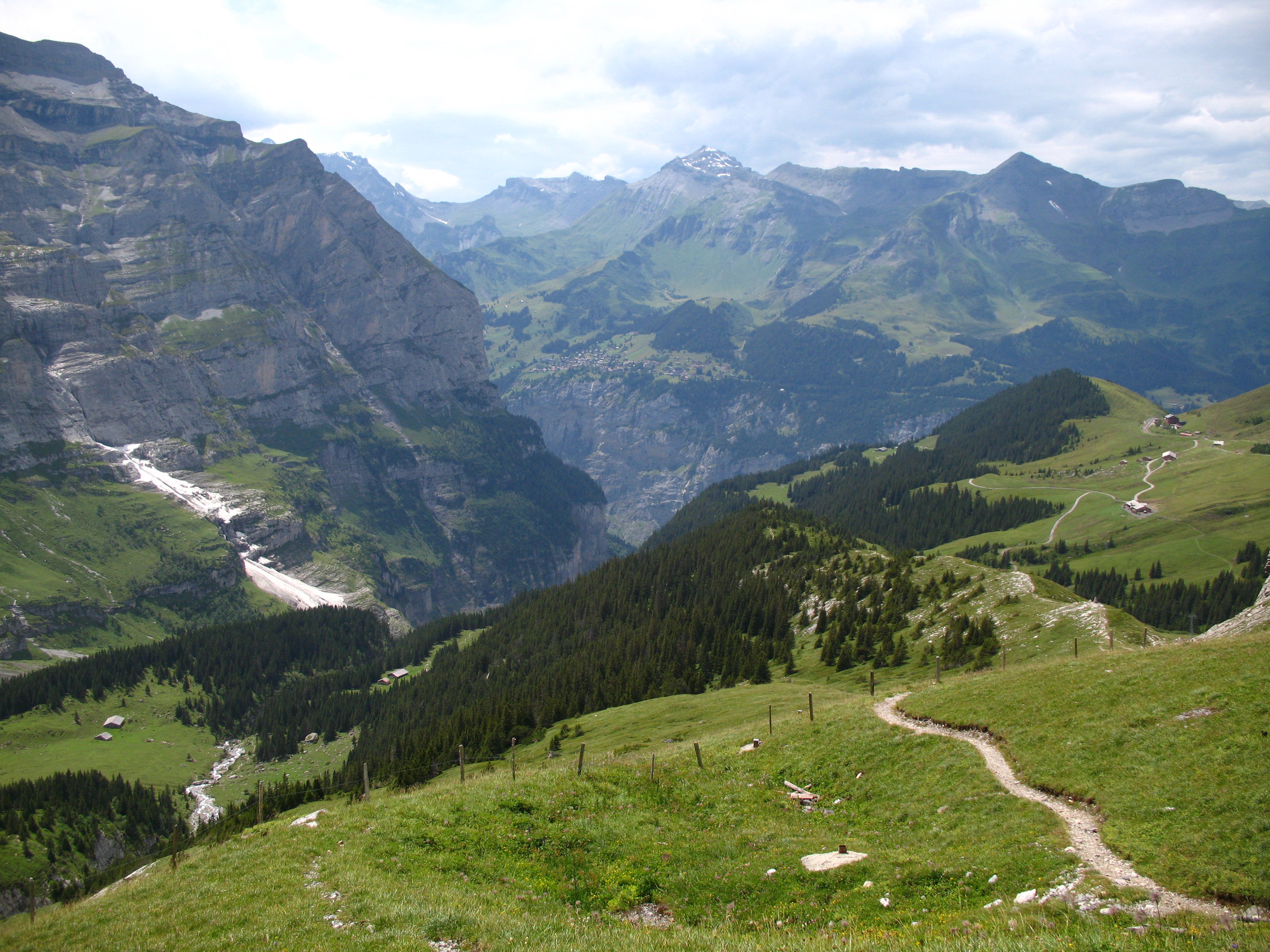
오른쪽에 있는 벵에른알프는 라우터브루넨 계곡을 내려다보고 있다. 벵에른알프역은 오른쪽으로 멀리서 볼 수 있으며, 뮈렌리조트는 계곡의 반대편에 있다.

벵에른알프(독일어: Wengernalp)는 스위스 베른주 베른고원의 벵엔보다 높은 1874m 고도에 있는 고산 초원이다.

## 개요
라우터브루넨 계곡과 그린델발트 계곡을 연결하는 산길인 클라이네 샤이덱 바로 아래 라우버호른의 남쪽 경사면에 있다. 이 고개는 벵에른알프 철도(WAB)라는 이름의 철도와 지역에 운행편을 제공하는 기차역인 벵에른알프역이 있다.
벵에른알프는 베른 알프스의 거인 너머로 보이는 전망으로 유명하다. 사실, 그것은 매우 좁은 트뤼멜바흐 계곡을 가로질러 융프라우, 묀히, 아이거의 거대한 북벽을 직접 마주하고 있다.
1841년에 영국인 윌리엄 잉글랜드가 호텔 들 라 융프라우 (De la Jungfrau)를 개장했다. 이 호텔은 1865년 화재로 소실되었다가 이후 재건되었다.
겨울에는 벵에른알프(및 클라이네 샤이덱)이 대형 스키 지역이 되고 이곳은 그 일부가 된다.
벵에른알프에서 휴가를 보낸 역사적으로 유명한 많은 사람들 중에는 펠릭스 멘델스존, 리하르트 바그너 및 표트르 차이콥스키가 있다.

## 같이 보기
- 알프스산맥